# Malcolm Wiseman
Malcolm Wiseman, né le 12 juillet 1913, à Winnipeg, au Canada, décédé le 11 avril 1993, est un ancien joueur canadien de basket-ball. 

## Palmarès
- Finaliste des Jeux olympiques 1936